# Emilio Ortuño Berte
Emilio Ortuño y Berte (Orán, 28 de septiembre de 1862-Madrid, 1936) fue un ingeniero de Caminos y político español, ministro de Fomento durante el reinado de Alfonso XIII.

## Biografía
Nació en Orán el 28 de septiembre de 1862.
Licenciado en Ingeniería de Caminos en la Escuela de Caminos de Madrid donde impartirá clases como profesor y más tarde como catedrático. Ortuño, cuyo matrimonio lo emparentó con Francisco Silvela, inició su carrera política en el seno del Partido Conservador, con quien concurrió a las elecciones de 1899 en las que obtiene sería elegido diputado a Cortes por el distrito electoral de Arévalo (provincia de Ávila). Fue senador por la provincia de Ávila entre 1901 y 1907. En las elecciones de 1907 obtendría escaño representando al distrito de Arenas de San Pedro, también en Ávila, que repetiría en los comicios de 1910, 1914, 1916, 1918, 1919 1920 y 1923.
Fue nombrado director general de Correos en 1908 y como tal, además de crear la Caja Postal de Ahorros, sometió al servicio de Correos y Telégrafos a una importante modernización destacando la construcción del Palacio de Comunicaciones de Madrid.
Ejerció de ministro de Fomento entre el 17 de febrero y el 1 de septiembre de 1920 en los gabinetes que sucesivamente presidieron Allendesalazar y Dato.
Durante la dictadura de Primo de Rivera fue miembro de la Asamblea Nacional Consultiva.
Murió asesinado en 1936 en Madrid fruto de la represión en la zona republicana durante la guerra civil española y una calle lleva su nombre en Madrid (distrito de Vallecas) y otra en el centro urbano de Benidorm (provincia de Alicante).[cita requerida]